# L'Homme Armé (gruppo musicale)
L'Homme Armé è un gruppo vocale e strumentale di musica antica nato a Firenze nel 1982.

## Storia e repertorio
Fondato da Fabio Lombardo e Ida Maria Tosto, l'ensemble L'Homme Armé svolge attività di ricerca e di esecuzione concertistica volta alla valorizzazione del patrimonio musicale dei secoli XIII-XVII, con particolare attenzione al repertorio musicale originariamente composto ed eseguito in ambito fiorentino. Relativamente a questo repertorio ha realizzato alcune incisioni discografiche.
L'Homme Armé è composto da musicisti specializzati nell'esecuzione della musica antica diretti dal maestro Fabio Lombardo, fondatore e direttore stabile del gruppo, e da Andrew Lawrence-King. Il gruppo si esprime con formazioni diverse (dal quartetto vocale al grande ensemble composto da soli, coro e orchestra) in relazione al repertorio affrontato.
Il gruppo collabora occasionalmente con interpreti internazionali della musica antica, invitati come direttori musicali e come solisti. Negli anni '80 sono stati coinvolti Pro Cantione Antiqua ed in seguito Andrew Parrott, Howard Arman, Sergio Balestracci, Ariane Maurette, Christophe Coin, Paul Hillier e Michael Chance.
Homme Armé, in qualità di associazione culturale, organizza e produce a Firenze e in Toscana vari eventi musicali.
Negli corso degli ultimi anni l'ensemble ha esteso il proprio campo di ricerca tramite connessioni tra la musica contemporanea e la musica antica. Ciò ha comportato l'inclusione nel suo repertorio di brani di musica vocale contemporanea.

## Discografia
- 1991 - Musica a Firenze al tempo di Lorenzo il Magnifico (Christophorus, CHR-77132)
- 1995 - Adriano Banchieri, Il zabaione musicale. La barca di Venetia per Padova (Arts, 47258-2)
- 1995 - Ludovico Grossi da Viadana, Vespri a 4 chori (Accademia Chigiana) [senza fonte]
- 1997 - Girolamo Giacobbi, L'aurora ingannata (Tactus, 563201)
- 1999 - Marco da Gagliano, Missa in Assumptione Beatae Mariae Virginis (Tactus, 580701)
- 2003 - Regina Pretiosa. Una celebrazione mariana del Trecento fiorentino (Tactus, 350001)
- 2012 - Missa Ockeghem, con Tempo Reale Electroacoustic Ensemble (Tempo Reale Collection, TRCO1)

## Video
- L'occhio di Masaccio (DVD)

## Opere multimediali
- La nascita dell'Opera da Firenze nel mondo (Amadeus, Cd-Rom)

## Curiosità
- L'homme armé è una canzone profana di epoca rinascimentale utilizzata da molti compositori della medesima epoca per musicare le messe in lingua latina.